# Euclymene droebachiensis
Euclymene droebachiensis är en ringmaskart som först beskrevs av M. Sars in G.O. Sars 1871.  Euclymene droebachiensis ingår i släktet Euclymene och familjen Maldanidae. Arten är reproducerande i Sverige. Inga underarter finns listade i Catalogue of Life.